# Cimande Hilir
Cimande Hilir is een bestuurslaag in het regentschap Bogor van de provincie West-Java, Indonesië. Cimande Hilir telt 8229 inwoners (volkstelling 2010).